# Тајгета
Тајгета  (грч. Ταϋγέτη) у грчкој митологији једна од седам Плејада, кћерки Атласа и Плијоне, кћерке Океана и Тетиде.

## Митологија
Када су њихове посестриме Хијаде умрле од туге за својим мртвим братом Хијантом, одузеле су себи живот од жалости, а бог Зевс их је све претворио у звезде, а било их је седам сестара Плејада:
- Маја
- Меропа
- Електра
- Тајгета
- Алкиона
- Келено
- Стеропа

Тајгета  или „Дуговрата“, је бежећи од Зевса, затражила заштиту Артемиде, која је тада Тајгету претворила у кошуту са златним роговима. Зевс се није дао заварати, и знајући да је кошута Тајгета, претворио се у јелена и напаствовао је.
Тајгета је родила Лакедемона, оснивача и краља Спарте, који је у част своје мајке, једну планину близу Спарте назвао Тајгетска планина. Имала је и кћер Еуридику, која је била удата за Акризија, краља Арга. Еуридика је била мајка Данајина и бака хероја Персеја.
Тајгета је Артемиди, у знак захвалности поклонила Керинитијску кошуту, коју је Херакло ловио у свом трећем подвигу.